# Antonio Cardile
Antonio Cardile (Tarento, 1914 — Roma, 1986) foi um artista plástico italiano da Escola Romana de Pintura.

## Biografia
Cardile nasceu em Tarento mas em 1925 se mudou para Florença. Formado na Academia de Belas Artes de Florença com Felice Carena, director da Academia, e o gravurista Celestino Celestini, ele inicialmente participa na Mostre Sindacali. Durante a Segunda Guerra Mundial, depois de uma prisão de guerra dolorosa, ele voltou para Roma, onde ele imediatamente ingressou na Escola Romana de Pintura. Nos últimos anos de sua vida, ele inicia na artes figurativas o artista plástico Joseph Pace', fundador em Paris do "filtranisme", uma corrente filosófica e artística neo-existencialista". 
A partir de 1936 Cardile participa na mais significativas exposiçoes em Palazzo Pitti em Florença, em Palazzo delle Esposizioni e nas mais prestigiadas galerias romanas, como "La Tartaruga" e participou em significativas exposições com Fausto Pirandello, Renato Guttuso, Giorgio De Chirico, Luigi Capogrossi, Domenico Purificato, Giorgio Morandi, Giulio Turcato. Vencedor de inúmeros prêmios, está presente em coleções instituições públicas.
Verdadeiro artista, longe as sirenes da mundanidade e da política, assim Giovanni Omiccioli descreve o artista: :
Citação: "... uma outra flor enriquece a loja dos nossos perfumes, como Boccioni e Lorenzo Viani, como Ligabue e Carlo Barbieri. Cardile é um daqueles matadores que incomodam todos aqueles que erram o signo: coisas que perturbam a tranquilidade daqueles que amam o silêncio das academias."
Corrado Cagli diz-nos::
Citação: "... Cardile pode ter sofrido, considerado e expresso, de modo algum enfrentou pensamentos mundanos, e muito menos frívolas especulações, em vez, por ter prolongado a veia romântica de Scipione, o da "apocalipses" de Mario Mafai, pelos jardins de Giovanni Omiccioli para "as prostitutas" de Renzo Vespignani, não poderia ser mais profundamente compreendido, se não pelo público mais experiente de Roma. O trato patético e do valor documental do seu trabalho ligam Cardile a essa linha daqueles ilustres pintores romanos "..."
Até 1986 ele continua a trabalhar em Roma, sempre seguido de perto pelo seu público. Pintor, escultor e gravador, artista completo, Cardile em 50 anos interpretou livremente temas sagrados e profanos.

## Bibliografía
- 2009 — Equitazione & Ambiente Arte, Antonio Cardile, by Joseph Pace Filtranisme — Rome, Italy
- 2008 - Joseph Pace: L'irremovibilità della memoria, by Mariastella Margozzi, Centro d'Arte La Bitta, Rome, Italy
- 2006 — Quattrocchi su Roma, Antonio Cardile, Artiste della Scuola Romana, by Marcello Paris e Joseph Pace Filtranisme — Rome, Italy
- 1955 — Bollettino La Tartaruga, by Corrado Cagli — Rome, Italy
- 1955 — Bollettino La Tartaruga, by Giovanni Omiccioli — Rome, Italy
- 1951 — Antonio Cardile, by Carlo Innamorati, Rome, Italy